# Окунь нільський
Окунь нільський (Lates niloticus) — вид прісноводної хижої риби родини Latidae. Спочатку таксономічною назвою риби було Labrus niloticus. На мові племені луо, що населяє область навколо озера Вікторія, риба називається — мбуті.

## Поширення
Він поширений, в основному, в зоні Афротропіці. Мешкає у водних басейнах Конго, Нілу, Сенегалу, Нігеру і озера Чад, Вольта, Туркана і інших водойм. Зустрічається в озері Мар'ют в Єгипті.

## Морфологічні характеристики
Нільський окунь має срібного забарвлення тіло з блакитним відтінком. Мають характерні темні чорні очі з яскраво-жовтими зовнішніми кільцями. Це одна з найбільших прісноводних риб, досягаючи максимальної завдовжки 2 м, вагою до 200 кг. Дорослі зазвичай досягають у довжину 121 — 137 см.

## Спосіб життя
Дорослі живуть в середовищі, багатому киснем, а молодь обмежена в мілководних прибережних районах.

## Живлення
Нільський окунь є хижаком, який домінує у водоймах мешкання. Харчується в основному рибою, ракоподібними і комахами. Там, де харчові ресурси обмежені, існує і канібалізм. Личинки їдять зоопланктон.

## Значення
Нільський окунь був завезений у водоймах Африки, включаючи озеро Вікторія і водосховище Насер. МСОП вніс вид у список ста гірших інвазивних видів.
Цей вид має велике комерційне значення як джерело їжі. Окунь є цікавою рибою для спортивної риболовлі.